# Galliners (Sant Bartomeu del Grau)
Els Galliners és un edifici de Sant Bartomeu del Grau (Osona) inclòs a l'Inventari del Patrimoni Arquitectònic de Catalunya. Abandonada durant ansy, va ser rehabilitat a principi del segle xxi.

## Descripció
Es tracta d'una masia de dues plantes amb la base rectangular i el teulat a doble vessant. Els murs són construïts en diferents fases i elements. Part de la façana del darrere conserva el mur fet amb carreus força regulars i morter mentre que part de l'edifici és fet amb maons. Algunes construccions annexes, que es van fer servir com a corts, ara encara servien de paller, tot i que l'habitatge va romandre deshabitada durant anys. La façana principal a l'est, amb un porxo a la primera planta que és un afegit posterior a la construcció de la casa.

## Història
Pertany a la parròquia de Sant Jaume d'Alboquers (abans Sant Cugat), actualment sufragània de Sant Bartomeu del Grau.